# Veleševec
Veleševec är en ort i Kroatien.   Den ligger i länet Zagrebs län, i den nordöstra delen av landet, 29 km sydost om huvudstaden Zagreb. Veleševec ligger 98 meter över havet och antalet invånare är 430.
Terrängen runt Veleševec är mycket platt. Runt Veleševec är det ganska tätbefolkat, med 80 invånare per kvadratkilometer. Närmaste större samhälle är Velika Gorica, 16,4 km väster om Veleševec. Omgivningarna runt Veleševec är en mosaik av jordbruksmark och naturlig växtlighet.